# Ley general del ambiente (Perú)
La ley general del ambiente, o según su numeración ley n.° 28611, es la norma peruana que «establece los principios y normas básicas para asegurar el efectivo ejercicio del derecho a un ambiente saludable, equilibrado y adecuado para el pleno desarrollo de la vida, así como el cumplimiento del deber de contribuir a una efectiva gestión ambiental y de proteger el ambiente, así como sus componentes, con el objetivo de mejorar la calidad de vida de la población y lograr el desarrollo sostenible del país». Fue aprobada por el Congreso de la República el 23 de junio de 2005 y publicada en el diario oficial El Peruano el 15 de octubre de 2005.
La ley n.° 28611 no requiere de reglamentación ya que es autoaplicativa.
La ley ha sido modificada por las siguientes normas: Decreto Legislativo n.° 1055, ley n.° 29263, y ley n.° 29895.

## Antecedentes
En 2002, luego de la Cumbre Mundial sobre Desarrollo Sostenible realizada en Johannesburgo, se incluye en la Agenda Ambiental Nacional 2002-2004 se incorporó la revisión del Código del Medio Ambiente y los Recursos Naturales (CMAR), aprobado por el entonces Consejo Nacional del Ambiente (CONAM).

## Proceso de elaboración
A partir de la ley 27980, publicada en El Peruano el día 29 de mayo de 2003, se creó una comisión especial (o Comisión Revisora del CMAR), presidida por la congresista Fabiola Morales Castillo, con la tarea de revisar el Decreto Legislativo n.° 613, titulado y vigente desde el 8 de septiembre de 1990, junto a las normativas complementarias y modificatorias. La comisión especial se instaló el 27 de octubre de 2003 y funcionó durante 310 días y tuvo 10 sesiones de trabajo.
Luego de su instalación, desarrolló durante 180 días el plan de trabajo para desarrollar el Proyecto de Ley n.º 11212/2004-CR titulado Anteproyecto de Ley de Reforma del Código del Medio Ambiente y los Recursos Naturales.
A partir de este documento base presentado por la comisión especial se organizaron cuatro grupos de trabajo:
- Grupo de trabajo 1: encargado de la revisión del Título Preliminar, Disposiciones Generales, Política Ambiental y de los Recursos Naturales y Organización del Estado en materia ambiental
- Grupo de trabajo 2: encargado de la revisión de los Instrumentos de Gestión Ambiental
- Grupo de trabajo 3: encargado de la revisión del Aprovechamiento sostenible de los recursos naturales y la calidad ambiental
- Grupo de trabajo 4: encargado de la revisión de Ciudadanía ambiental

Adicionalmente, en paralelo a la labor de los grupos de trabajo se realizaron siete audiencias públicas en las ciudades de Lima, Pucallpa, Cusco, Cajamarca, Piura, Iquitos y Trujillo. Asimismo, se organizaron también una serie de reuniones de presentación del Anteproyecto con ministros de diferentes sectores y con diversos actores del sector privado.
Luego de la labor de los grupos de trabajo, las audiencias públicas y la reuniones de presentación, la comisión especial aprueba el Anteproyecto 18 de agosto de 2004 y al día siguiente lo remite a la Comisión de Ambiente y Ecología del Congreso de la República,que aprueba el mismo como dictamen del Proyecto de la Ley General del Ambiente (LGA el 14 de junio de 2005 remitiendo luego dicho proyecto al Congreso de la República. El 23 de junio de 2005 el Congreso de la República aprueba dicho dictamen por unanimidad para ser remitido entonces al Poder Ejecutivo. El proyecto es revisado por el Poder Ejecutivo, representado por el presidente Alejandro Toledo y el premier Carlos Ferrero, y se emite un oficio en donde se listan 23 observaciones al documento y enviándose de vuelta al Congreso el 19 de julio de 2005.
El 31 de agosto de 2005 la Comisión de Pueblos Andinoamazónicos, Afroperuanos, Ambiente y Ecología del Congreso aprueba un Dictamen de Insistencia del Proyecto de la Ley General del Ambiente no obstante la oposición de parte del sector empresarial, quienes señalaron que la ley «podía poner en peligro la economía del país1».
Luego de un proceso que se extendió tres años, el 13 de octubre de 2005 se aprobó la ley general del ambiente.
A partir de la publicación de la ley 28611, en base al punto cuarto de las Disposiciones transitorias, complementarias y finales, se derogó el Código del Medio Ambiente y los Recursos Naturales.

## Contenido
La norma contiene 154 artículos distribuidos en cuatro títulos, aparte consta de un título preliminar y disposiciones transitorias, complementarias y finales:
- Título preliminar

#### Derechos
1. Artículo I.- Del derecho y deber fundamental
2. Artículo II.- Del derecho de acceso a la información
3. Artículo III.- Del derecho a la participación en la gestión ambiental
4. Artículo IV.- Del derecho del acceso a la justicia ambiental

#### Principios
1. Artículo V.- Del principio de sostenibilidad
2. Artículo VI.- Del principio de prevención. El principal objetivo es prevenir la afectación del ambiente y de no ser posible, mitigar, recuperar, restaurar o eventualmente compensar cuando corresponda.
3. Artículo VII.- Del principio precautorio . La falta de certeza sobre un peligro de daño grave o irreversible no es motivo para no tomar medidas eficaces y eficientes para evitar la degradación del ambiente.
4. Artículo VIII.- Del principio de internalización de costos. Todo responsable debe asumir el costo de riesgos o daños que genere sobre el ambiente.
5. Artículo IX.- Del principio de responsabilidad ambiental. El causante de la degradación ambiental debe adoptar las medidas adecuadas relacionadas con la afectación sin perjuicio de las medidas administrativas, civiles o penales que corresponda.
6. Artículo X.- Del principio de equidad.
7. Artículo XI.- Del principio de gobernanza ambiental

- Título I: Política nacional del ambiente y gestión ambiental (4 capítulos, artículos 1 a 51)

- Título II: De los sujetos de la gestión ambiental (4 capítulos, artículos 52 a 83)

- Título III: Integración de la gestión ambiental (4 capítulos, artículos 84 a 129)

- Título IV: Responsabilidad por daño ambiental (3 capítulos, artículos 130 a 154)

- Disposiciones transitorias, complementarias y finales

### Ley 29263
La ley n. º 29263, o ley que modifica diversos artículos del Código Penal y de la ley general del ambiente, cambia aspectos relacionados con los delitos ambientales y sus respectivos procedimientos normativos. Fue aprobada por el Congreso de la República el 23 de septiembre de 2008 y por el presidente Alan García Pérez el 1 de octubre de 2008, publicándose en el diario oficial El Peruano al día siguiente. En el artículo 4 de la ley 29263 se establece la sustitución del artículo 149 del Título 4 en la Ley general del ambiente. La sustitución fue la siguiente:

Artículo 149.- Del informe de la autoridad competente sobre infracción de la normativa ambiental

149.1 La formalización de la denuncia por los delitos tipificados en el Título Décimo Tercero del Libro Segundo del Código Penal, requerirá de las entidades sectoriales competentes opinión fundamentada por escrito sobre si se ha infringido la legislación ambiental. El informe será evacuado dentro de un plazo no mayor a 30 días. Si resultara competente en un mismo caso más de una entidad sectorial y hubiere discrepancias entre los dictámenes por ellas evacuados, se requerirá opinión dirimente y en última instancia administrativa al Consejo Nacional del Ambiente.

149.2 El fiscal deberá merituar los informes de las autoridades sectoriales competentes o del Consejo Nacional del Ambiente según fuera el caso. Dichos informes deberán igualmente ser merituados por el juez o el tribunal al momento de expedir resolución.

149.3 En los casos en que el inversionista dueño o titular de una actividad productiva contare con programas específicos de adecuación y manejo ambiental - PAMA, esté poniendo en marcha dichos programas o ejecutándolos, o cuente con estudio de impacto ambiental, sólo se podrá dar inicio a la acción penal por los delitos tipificados en el Título XIII del Libro Segundo del Código Penal si se hubiere infringido la legislación ambiental por no ejecución de las pautas contenidas en dichos programas o estudios según corresponda.

Ley n.° 28611 modificada
Artículo 149.- Del informe de la autoridad competente sobre infracción de la normativa ambiental

149.1 En las investigaciones penales por los delitos tipificados en el Título Décimo Tercero del Libro Segundo del Código Penal, será de exigencia obligatoria la evacuación de un informe fundamentado por escrito por la autoridad ambiental, antes del pronunciamiento del fiscal provincial o fiscal de la investigación preparatoria en la etapa intermedia del proceso penal. El informe será evacuado dentro de un plazo no mayor de treinta (30) días, contados desde la recepción del pedido del fiscal de la investigación preparatoria o del juez, bajo responsabilidad. Dicho informe deberá ser merituado por el fiscal o juez al momento de expedir la resolución o disposición correspondiente.

149.2 En las investigaciones penales por los delitos tipificados en el Título Décimo Tercero del Libro Segundo del Código Penal que sean desestimadas, el fiscal evaluará la configuración del delito de Denuncia Calumniosa, contemplado en el artículo 402 del Código Penal.

Modificatoria vigente en la ley n.° 29263